# Viceprezident(ka)
Viceprezident(ka) (v anglickém originále Veep) je americký televizní seriál z politického prostředí. Autorem této satirické komedie je Armando Iannucci a hlavní rolí v ní ztvárnila Julia Louis-Dreyfus. Ta hraje ženu jménem Selina Meyer, která je (fiktivní) viceprezidentkou Spojených států amerických. Seriál získal několik ocenění a řadu dalších nominací. V dalších rolích se představili například Hugh Laurie (senátor Tom James), Anna Chlumsky (šéfka personálu viceprezidentky) a Tony Hale. První série byla odvysílána v roce 2012. Do roku 2019, kdy byl seriál ukončen, vzniklo dalších šest.

## Řady a díly
| Řada | Díly | Premiéra v USA  | Premiéra v USA  | Premiéra v ČR     | Premiéra v ČR   |
| Řada | Díly | První díl       | Poslední díl    | První díl         | Poslední díl    |
| ---- | ---- | --------------- | --------------- | ----------------- | --------------- |
| 1    | 8    | 22. dubna 2012  | 10. června 2012 | 14. srpna 2012    | 2. října 2012   |
| 2    | 10   | 14. dubna 2013  | 23. června 2013 | 2. července 2013  | 3. září 2013    |
| 3    | 10   | 6. dubna 2014   | 8. června 2014  | 15. července 2014 | 16. září 2014   |
| 4    | 10   | 12. dubna 2015  | 14. června 2015 | 13. dubna 2015    | 15. června 2015 |
| 5    | 10   | 24. dubna 2016  | 26. června 2016 | 25. dubna 2016    | 27. června 2016 |
| 6    | 10   | 16. dubna 2017  | 25. června 2017 | 17. dubna 2017    | 26. června 2017 |
| 7    | 7    | 31. března 2019 | 12. května 2019 | 1. dubna 2019     | 13. května 2019 |